# Kościół Matki Bożej Częstochowskiej w Zielonej Górze
Kościół pw. Matki Bożej Częstochowskiej w Zielonej Górze został zbudowany w latach 1746–1748 na planie krzyża, jeden z najstarszych kościołów Zielonej Góry. Od 1987  kościół parafialny.

## Historia

### Okres ewangelicki
Po zakończeniu wojny śląskiej pruskie władze przywróciły wolność religijną protestantom i wydały zezwolenie na budowę świątyni. W związku z tym zawiązano komitet budowy, na czele którego stanęli burmistrz Christoph Fredrich Benjamin Kaufmann oraz Friedrich Martin Frisch, który został pierwszym pastorem. W sierpniu 1745 roku przystąpiono do przygotowywania terenu pod budowę. We wrześniu wytyczono obiekt i położono kamień węgielny, do 20 października 1747 roku wznoszono mury, do których budowy użyto cegieł i kamieni z rozbieranych fortyfikacji miejskich. Uroczyste poświęcenie świątyni miało miejsce 15 grudnia 1748 roku. Kościół pierwotnie nie miał wieży, lecz była ona już w momencie budowy przewidziana do późniejszej realizacji. Nastąpiło to w 1828 roku. W 1929 roku na wieży zamontowano wykonany w Berlinie zegar.

### Okres katolicki
Po II wojnie światowej zbór ewangelicki przejęli katolicy, 1 grudnia 1946 został poświęcony jako świątynia katolicka i otrzymał wezwanie Matki Bożej Częstochowskiej, został włączony do parafii św. Jadwigi w Zielonej Górze.
5 listopada 1966 roku w kościele Matki Bożej Częstochowskiej odbyły się wspólnie dla obu ówczesnych zielonogórskich parafii – św. Jadwigi i Najświętszego Zbawiciela, obchody Milenium chrztu Polski  z udziałem metropolity krakowskiego ks. arcybiskupa Karola Wojtyły i ks. bpa Juliana Groblickiego, podczas których abp Karol Wojtyła wygłosił kazanie. W uroczystości uczestniczyło ponad 15 tys. zielonogórzan.
6 listopada 1966 roku przed wyjazdem do Gorzowa Wlkp. na diecezjalne uroczystości Sacrum Poloniae Millenium, poranną niedzielną msze św. odprawił  abp Karol Wojtyła, późniejszy papież i święty Kościoła katolickiego Jan Paweł II.
26 sierpnia 1987 roku biskup Józef Michalik utworzył przy kościele parafię Matki Bożej Częstochowskiej.
Przed każdą Mszą Świętą poranną odbywa się ceremonia odsłony obrazu Matki Boskiej Częstochowskiej, wzorowana na podobnej w sanktuarium na Jasnej Górze. Zasłonięcie ma miejsce po Mszy Świętej wieczornej i odśpiewaniu apelu jasnogórskiego.

## Architektura
Dawny zbór protestancki Ogród Chrystusowy (niem. Zum Garten Christi) został wzniesiony w stylu barokowym jako budowla ryglowa przez budowniczego nazwiskiem Lipoldt i cieślę Fischera.
Wśród elementów wystroju i wyposażenia na uwagę zasługują:
- ołtarz główny z 1749 roku z fundacji cechu sukienników, utrzymany w stylu regencji, dzieło nieznanych mistrzów z Wrocławia;
- kamienna rokokowa chrzcielnica z 1755 roku;
- drewniane Cancelhum (przegroda pomiędzy częścią prezbiterialną i nawową) z 1747 roku;
- organy z 1906 roku;
- drewniany w stylu barokowym prospekt organowy z 1752 roku;
- drewniana utrzymana w stylu regencji ambona z połowy XVIII wieku wsparta na słupie w kształcie pnia palmy ufundowana przez młynarza z Krępy;
- liczne barokowe i rokokowe epitafia[8].

Wnętrze jest nakryte stropem belkowym, obiegają je empory o trzech kondygnacjach, które opierają się na słupach z kostkowymi kapitelami. Na elewacji widoczna konstrukcja szachulcowa, jedynie od frontu tj. od strony wieży znajduje się elewacja murowana o trzech kondygnacjach. Wieża powyżej mansardowego dachu jest boniowana, a części niższej czworoboczna, w wyższej posiada ścięte naroża, które wieńczy taras i ośmioboczna iglica.